# Lead (Dakota Południowa)
Lead – miasto w Stanach Zjednoczonych, w stanie Dakota Południowa, w hrabstwie Lawrence.